# John Willoughby Winterton
Sir John Willoughby Winterton KCB, KCMG, CBE, DL, britanski general, * 13. april 1898, † 14. december 1987.
Med letoma 1951 in 1954 je bil poveljnik in vojaški guverner Svobodnega tržaškega ozemlja.

## Življenje
Izobrazbo je prejel na Oundle School in na Kraljevi vojaški akademiji Woolwich. 
Leta 1917 je postal častnik v Kraljevi Artileriji. Naslednje leto je služil v Franciji, Belgiji in Italiji. Leta 1918 je bil povišan v poročnika 
in premeščen v Oxfordshire and Buckinghamshire Light Infantry.
Med letoma 1925 in 1929 je bil adjutant Teritorialne vojske. Naslednje leto (1930) je bil povišan v stotnika in premeščen v Burmo, kjer je ostal do leta 1932. Med letoma 1933 in 1935 je bil generalštabni častnik v Šoli lahkega orožja v Indiji in nato med letoma 1935 in 1936 je bil namestnik asistenta glavnega oskrbovalca v Indiji. 
V času druge svetovne vojne je služil v severozahodni Evropi, Burmi in Italiji.
Po vojni je bil namestnik komisarja Zavezniške komisije za Avstrijo (1945-49), adjutant kralja Jurija VI. (1948-49), britanski visoki komisar in vrhovni poveljnik Avstrije (1950), poveljnik in vojaški guverner Svobodnega tržaškega ozemlja (1951-54).
Upokojil se je leta 1955, a je do leta 1958 ostal polkovnik svojega prvega polka (Oxfordshire and Buckinghamshire Light Infantry), nato pa je bil med letoma 1958 in 1960 polkovnik poveljnik 1st Green Jackets (43rd and 52nd).
Leta 1966 je postal namestnik poročnika za Berkshire.

## Odlikovanja
- reda britanskega imperija (1940)
- spremljevalec reda britanskega imperija (1942)
- red kopeli (1946)
- vitez poveljnik reda svetega Mihaela in svetega Jurija (1950)
- vitez reda kopeli (1955)